# Afrodisíaco
Afrodisíaco è il primo album in studio del rapper portoricano Rauw Alejandro, pubblicato il 13 novembre 2020.

## Tracce
1. Dile a Él – 3:29
2. Strawberry Kiwi – 3:32
3. Mood (con Sech) – 2:56
4. Química (feat. The Martinez Brothers) (con Zion & Lennox & Mr. NaisGai) – 4:56
5. Enchule – 3:05
6. De cora (con J Balvin) – 3:10
7. Un sueño (feat. Trippie Redd) – 3:42
8. Reloj (con Anuel AA) – 3:51
9. No te creo (Wisin & Yandel & Mr. NaisGai) – 3:49
10. Soy una gárgola (con Arcángel & Randy) – 4:09
11. Pensándote (con Tainy) – 3:36
12. Perreo pesau' – 4:20
13. Algo Mágico – 4:21
14. Ponte pa' mi (con Myke Towers & Sky Rompiendo) – 3:04
15. Elegí (Remix) (feat. Farruko, Anuel AA, Sech, Dímelo Flow & Justin Quiles) (con Dalex & Lenny Tavárez) – 5:23
16. Tattoo (Remix) (con Camilo) – 3:42

Note
- Dile a Él contiene contributi vocali non creditati di Rosalía.